# Abolla

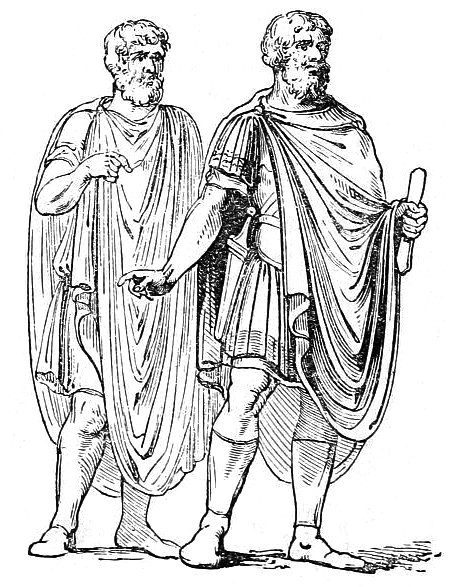
Zwei hohe Militärs mit Abollas

Die abolla (latinisiert von altgriechisch ἀναβολή anabolḗ, deutsch ‚das Umgeworfene‘, poetisch ἀμβολά ambolá) war in der Antike ein griechisches und später römisches Kleidungsstück, das als Mantel verwendet wurde.

## Beschreibung
Die abolla war ein großes, gefärbtes Tuch aus Wolle, das als Mantel getragen wurde. Sie konnte dunkel oder hell gefärbt sein und war ähnlich der weitaus prestigeträchtigeren chlamys geschnitten.
Die abolla wurde von Männern und Frauen gleichermaßen, speziell auch von Philosophen und von Militärs benutzt. Laut Varro war sie das militärische Gegenstück zur Toga. Im militärischen Bereich wurde es von hohen Beamten statt bzw. über der Rüstung getragen und wurde den Männern nach Vollendung ihres Wehrdienstes mitgegeben. Darum sah man auch in Städten Veteranen, die eine abolla trugen.

## Geschichte
Dieses Kleidungsstück stammte ursprünglich aus dem griechisch-hellenistisch geprägten Kulturraum und wurde schließlich im 2. Jahrhundert v. Chr. auch in der römischen Gesellschaft – zunächst in den Legionen – eingeführt. Es hielt sich bis in die Spätantike, wurde aber vornehmlich in dem hellenistischen Teil der antiken Welt von allen Schichten benutzt.
Auch Herrscher aus hellenistisch geprägten Teilen des Mittelmeerraums trugen eine purpurne gefärbte abolla. So war Ptolemaios von Mauretanien in einer purpurnen abolla gekleidet, als er Kaiser Caligula in Rom besuchte.
Marcus Terentius Varro schrieb in seinen Werken von der Abolla, ebenso finden sich Abbildungen von ihr auf dem Triumphbogen des Septimius Severus.